# Comuna de Lipinki
Lipinki (polaco: Gmina Lipinki) é uma gminy (comuna) na Polónia, na voivodia de Pequena Polónia e no condado de Gorlicki. A sede do condado é a cidade de Lipinki.
De acordo com os censos de 2004, a comuna tem 6920 habitantes, com uma densidade 104,6 hab/km².

## Área
Estende-se por uma área de 66,16 km², incluindo:
- área agricola: 63%
- área florestal: 31%

## Demografia
Dados de 31 de Dezembro de 2004:
|                      | Total   | Total | Mulheres | Mulheres | Homens  | Homens |
| -------------------- | ------- | ----- | -------- | -------- | ------- | ------ |
|                      | pessoas | %     | pessoas  | %        | pessoas | %      |
| População            | 6920    | 100   | 3508     | 50,7     | 3412    | 49,3   |
| Densidade (pop./km²) | 104,6   | 100   | 53,0     | 53,0     | 51,6    | 51,6   |

De acordo com dados de 2002, o rendimento médio per capita ascendia a 1430,87 zł.

## Subdivisões
- Bednarka, Kryg, Lipinki, Pogorzyna, Rozdziele, Wójtowa.

## Comunas vizinhas
- Biecz, Dębowiec, Gorlice, Jasło, Sękowa, Skołyszyn